# Estadio Lovech
El Estadio Lovech (en búlgaro: Градски стадион) es un estadio de fútbol en Lovech, Bulgaria. El estadio fue inaugurado en 1962 y el PFC Litex Lovech disputa en él sus partidos como local. El estadio cuenta con una capacidad aproximada de 10 000 espectadores.
El estadio comenzó a construirse en 1961 y se inauguró en 1962. Sin embargo, el estadio ha sido remodelado intensamente a finales de siglo gracias a la inversión de su propietario, el grupo Litex Commerce.
El 12 de julio de 2010, el estadio recibió una calificación de 3 estrellas por la UEFA y en la actualidad cumple con las normativas de la UEFA para albergar partidos de Liga de Campeones y Europa League. Entre las nuevas construcciones destaca un edificio de oficinas, tres sectores de tribunas, palcos vip y modernas salas para los medios de comunicación, zona de cabinas para comentaristas, estudios de TV, sala de prensa y sala de reuniones.
El récord de asistencia del estadio se logró en el partido entre el Litex y el PFC Levski Sofia en 2001 con 12 500 espectadores.

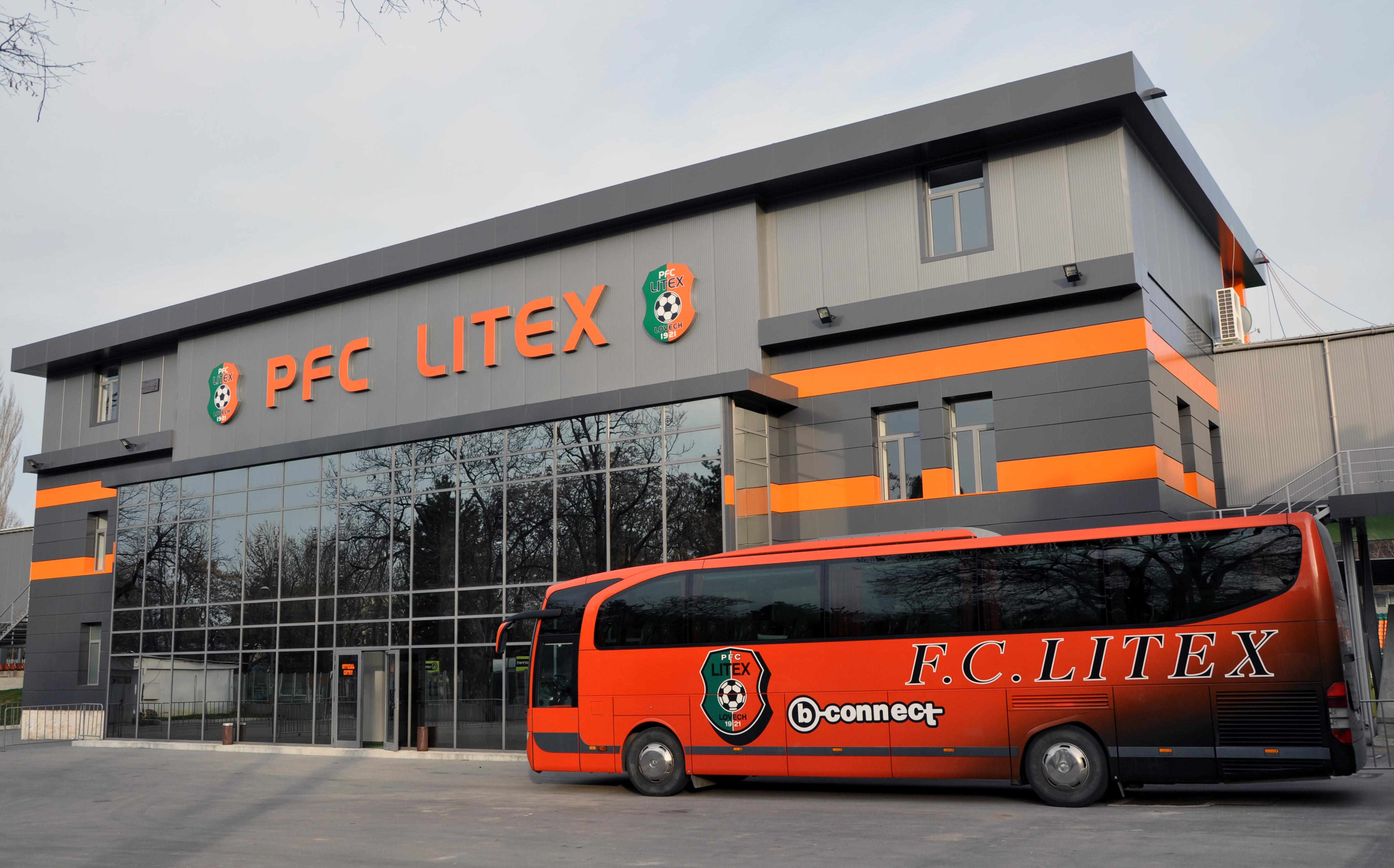
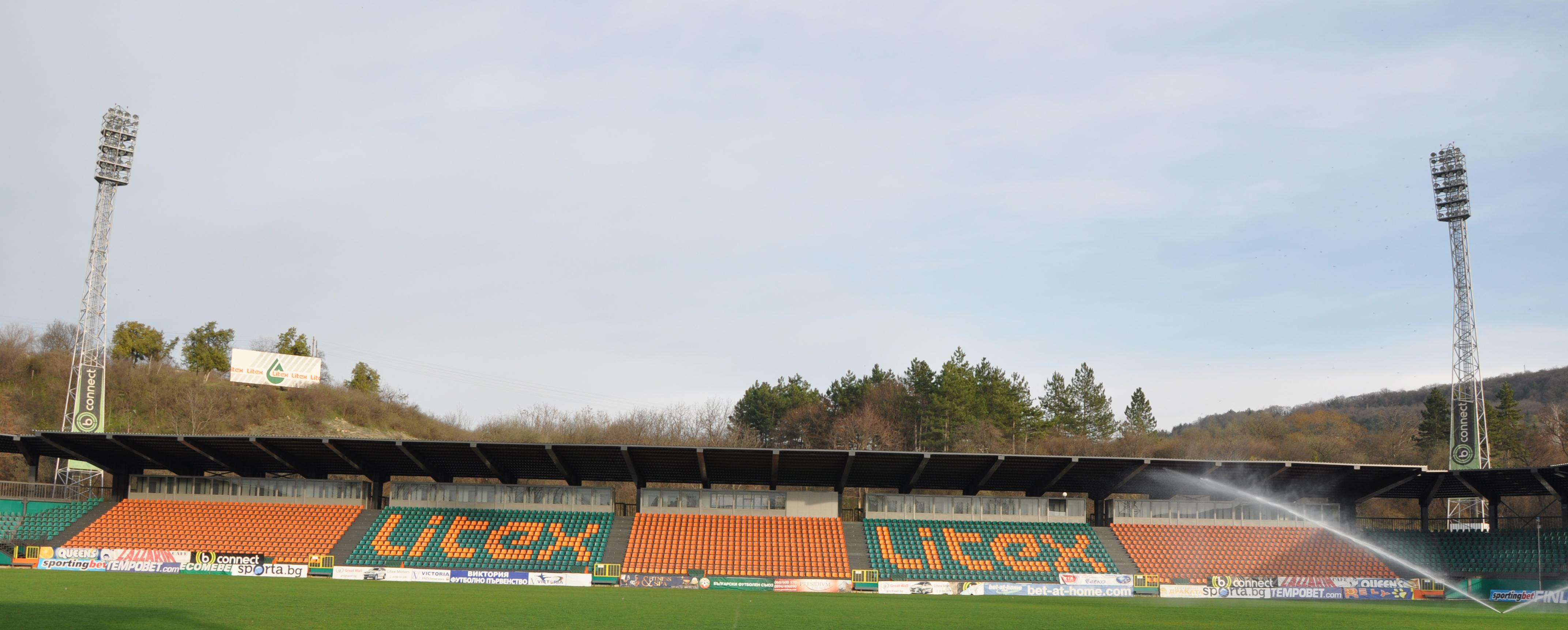